# Privlaka (Dalmatien)
Privlaka (italienisch Brevilacqua) ist eine Ortschaft in Norddalmatien in der Gespanschaft Zadar in
Kroatien. Sie liegt 18 km nördlich von der Großstadt Zadar. Die älteste Stadt Kroatiens, Nin, liegt 5,5 km entfernt. Privlaka hat 2253 Einwohner (Volkszählung 2011) und gilt als beliebter Ort für Fremdenverkehr und Fischerei.

## Geschichte
Seit der Vorgeschichte gilt Privlaka als besiedelt, da illyrische Hügelgräber und römische Schriften gefunden werden konnten. Am 10. April 1296 wurde das Dorf das erste Mal schriftlich erwähnt.
1570 wurde die mittelalterliche Siedlung jedoch von den Türken zerstört.
Ein wichtiges erhaltenes Bauwerk ist die auf einem Hügelgrab gebaute römisch-katholische St.-Veits-Kirche. Der Gottesdienst findet dort heute nur einmal jährlich, am 15. Juni (Veitstag), statt.

## Klima
Das Klima in Privlaka ist – wie in Dalmatien üblich – mild und mediterran.

## Tourismus
Mit seinen 2.540 Sonnenstunden im Jahr ist Privlaka für viele Urlauber (besonders Familien) sehr attraktiv.
Die meisten Urlauberfamilien kommen mehrheitlich aus Deutschland, Österreich und Italien. Beliebt bei den Touristen ist der große Sandstrand in Privlaka, der die Gäste mit seinen Strandbars anlockt.
Der sich im flachen Wasser befindliche Heilschlamm gilt als gute Medizin gegen chronische Erkrankungen wie Rheuma, Arthritis oder Asthma.
Neben vielen kleineren, meist privat vermieteten Apartments gibt es in Strandnähe ein großes 4-Sterne-Hotel namens Laguna, welches im Jahre 2006 eröffnet wurde.

## Verschiedenes

### Traditionen
Als langjährige Tradition gilt das am 4. August eines jeden Jahres stattfindende Fest Privlačka noć („Die Nacht von Privlaka“) statt. Fester Bestandteil des Festes ist der Auftritt der Folkloregruppe des ortsansässigen Kunst- und Kulturvereins.
Darüber hinaus findet meist im Februar eines Jahres das Karnevalsfest statt.

### Sport
Fußball und Basketball gelten, wie in ganz Kroatien, auch in Privlaka als beliebteste Sportarten. So gibt es zahlreiche Basketballplätze, an welchen die Jugendlichen sich meist nachmittags treffen und einen Fußballverein namens Sabunjar Privlaka, welcher nach einer alten Sandgewinnungstechnik benannt ist.

### Bildung
Im Zentrum der Ortschaft Privlaka befindet sich eine Grundschule.

## Persönlichkeiten
Josip Skoblar (* 1941), ein jugoslawischer Fußballspieler und -trainer, wurde in Privlaka geboren.